# Pier Leone Ghezzi
Pier Leone Ghezzi (28 de junho de 1674 - 6 de março de 1755) foi um pintor e caricaturista italiano do período Rococó.
Ghezzi nasceu em Comunanza, no que é hoje Marche. O seu pai, Giuseppe Ghezzi, (1634-1721), treinou também Antonio Amorosi, e foi secretário da Accademia di San Luca. Em 1705 Pier Leone também se juntou à Academia. Sua pintura dos exames finais, a "Alegoria da Gratidão", foi doada à instituição quando foi admitido, como era costume. Pintou várias igrejas, como a dos Capuchinos de Frascati e São Onofre de Urbino.
Foi afilhado de Carlo Maratta.
Pier Leone é conhecido também pelos seus afrescos na Villa Falconieri de Frascati.
Como pintor, seu estilo mudou bastante ao longo dos anos, algumas vezes sob influência da retratística francesa.
Suas caricaturas a bico de pena e guache são muito mais livres em emoção do que seus retratos, e são muito admiradas. Elas frequentemente debocham de indivíduos ou de profissões, através de roupas satíricas. Ghezzi fez um uso extensivo e eclético do desenho e da aquarela. Descobertas recentes incluem aquarelas reproduzindo pedras e mármores, reunidas num manuscrito de 1727 chamado "Studio di molte pietre", isto é, "Coleção de diferentes pedras", atualmente integrante do acervo da Biblioteca Alessandrina de Roma.

## Galeria decaricaturas

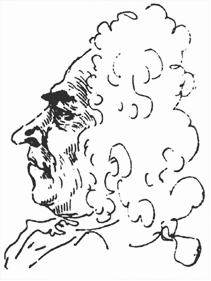
Caricatura do compositor Francesco Gasparini, séc. XVIII.
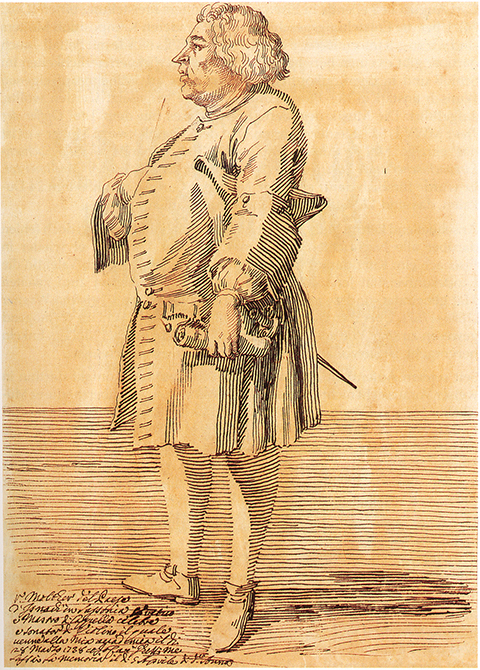
Caricatura do compositor alemão Johann Melchior Molter, 1738.
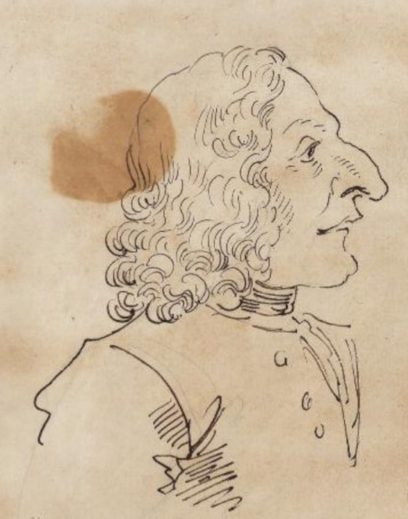
Caricatura do compositor Antonio Vivaldi, 1723
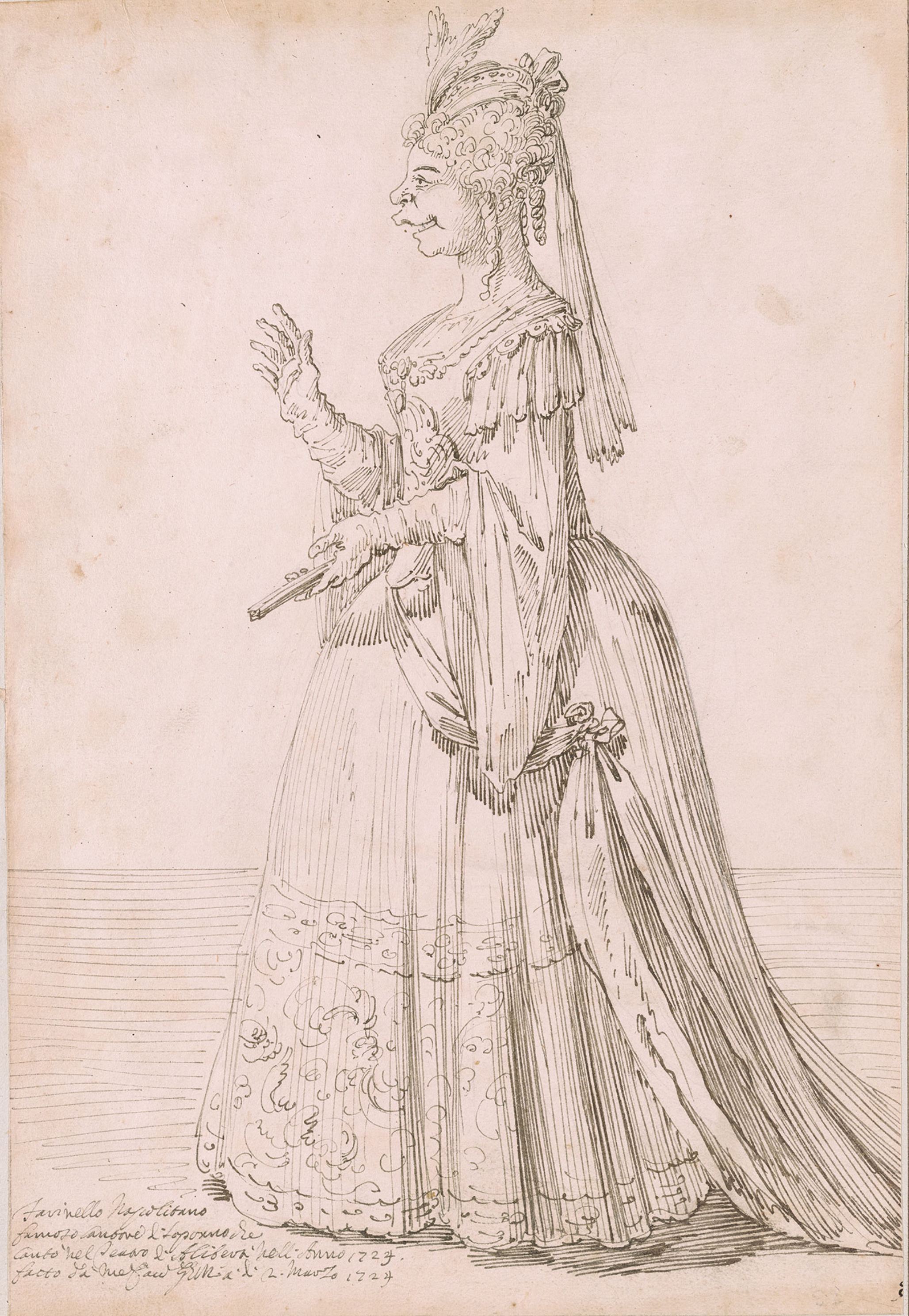
Caricatura do castrato Farinelli num papel feminino, 1724.
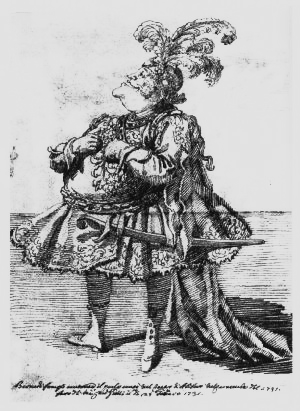
Caricatura do castrato Bernacchi, 1731.
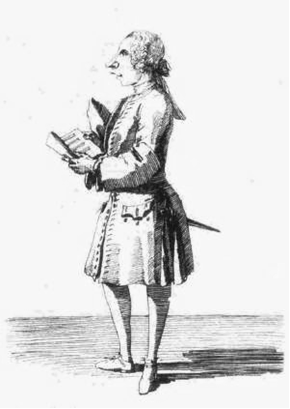
Caricatura do castrato Farinelli, 1724.
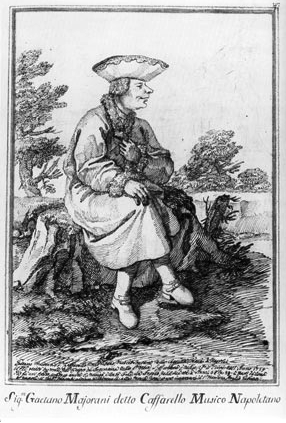
Caricatura del castrato Caffarelli, séc. XVIII.
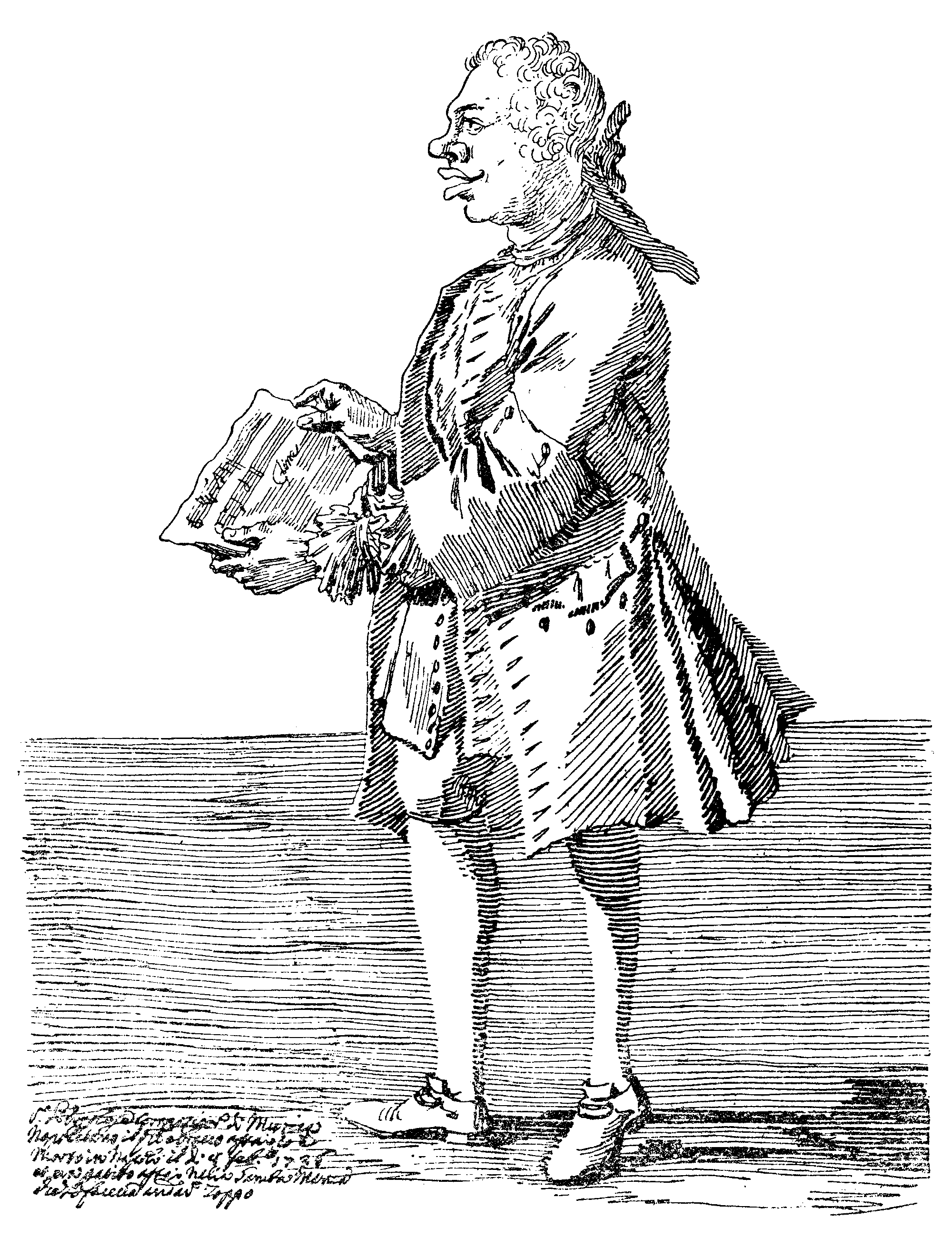
Caricatura do compositor Pergolesi, séc. XVIII.
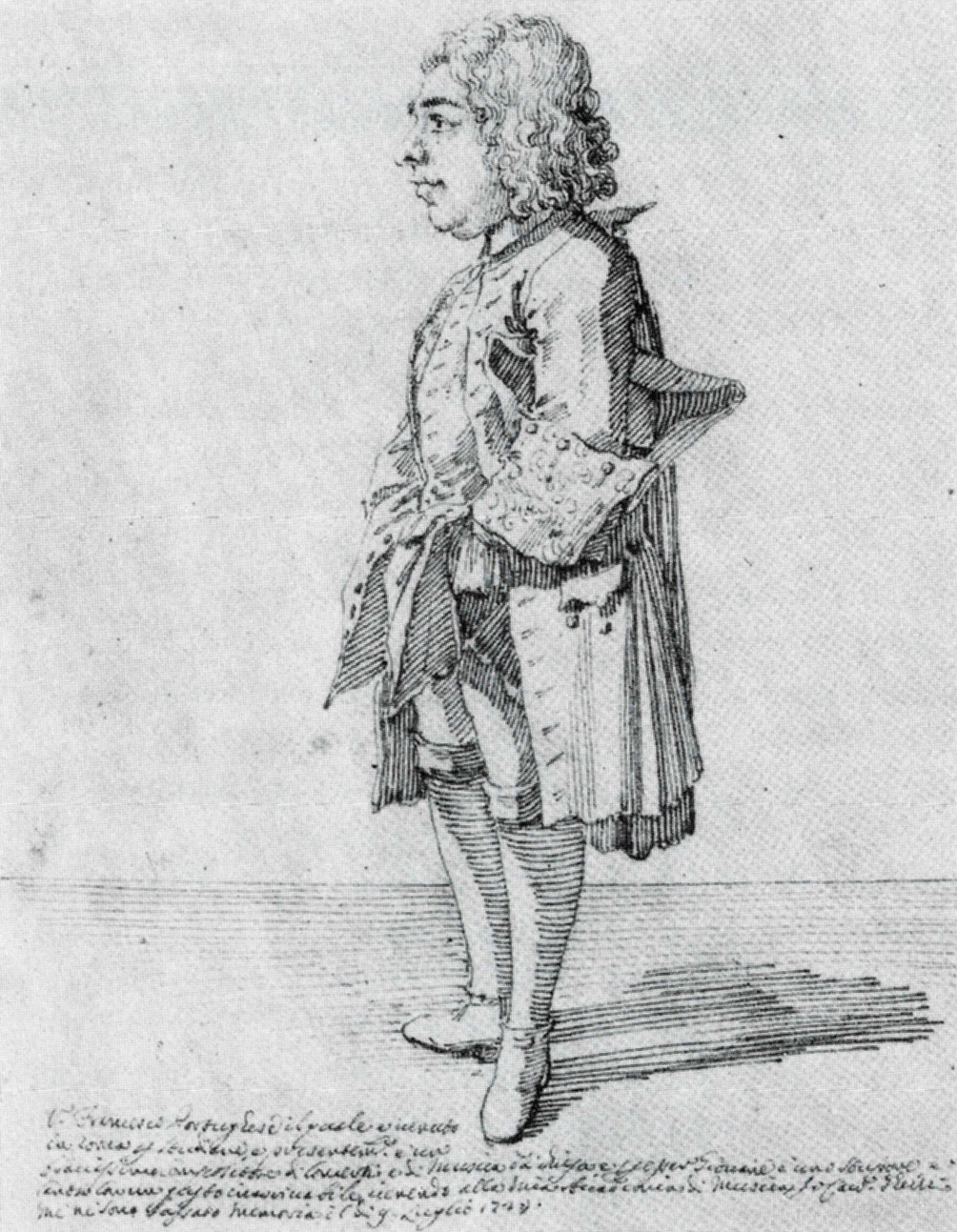
Caricatura do compositor Francisco António de Almeida, séc. XVIII.
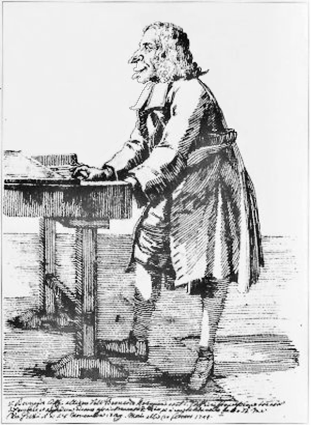
Caricatura do compositor Tommaso Bernardo Gaffi, séc. XVIII.
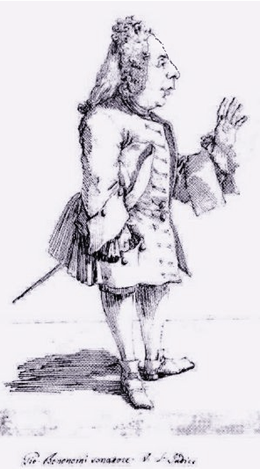
Caricatura do compositor Giovanni Bononcini, séc. XVIII.
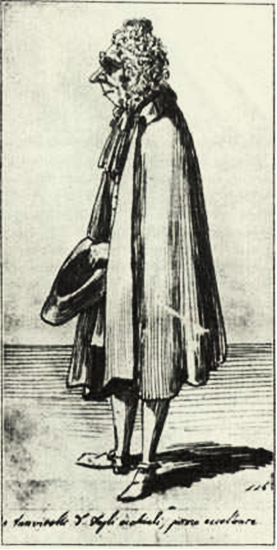
Caricatura do pintor Gaspar van Wittel.
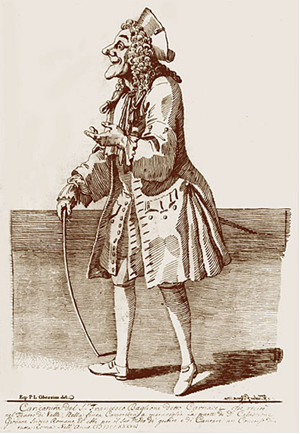
Caricatura do actor Francesco Baglione, llamado Carnacci, ca. 1738.
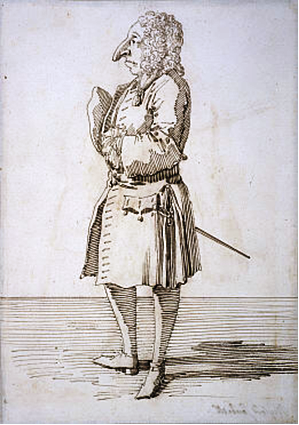
Caricatura de James Carnegie, 5º Duque de Southesk, 1729.
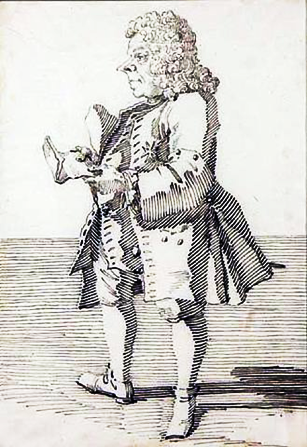
Caricatura de um tal "Chevalier Castellano", séc. XVIII
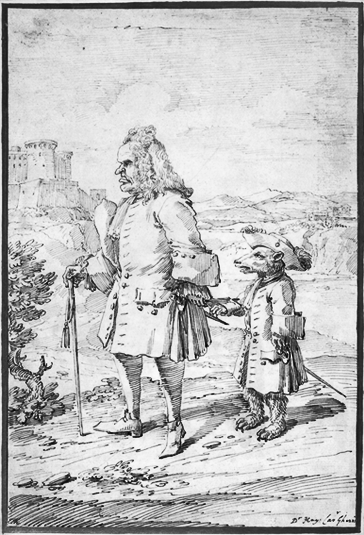
Caricatura do Dr. James Hay como guia de ursos, 1704-29.
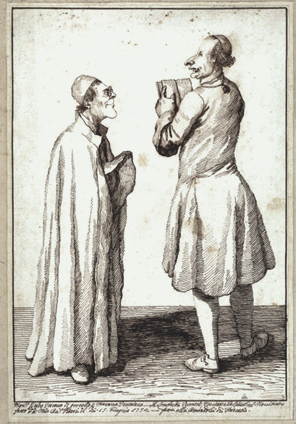
Caricatura de dois jesuítas venezianos, 1752.
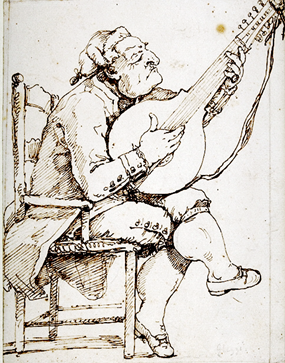
Caricatura de un tangedor de alaúde, séc. XVIII
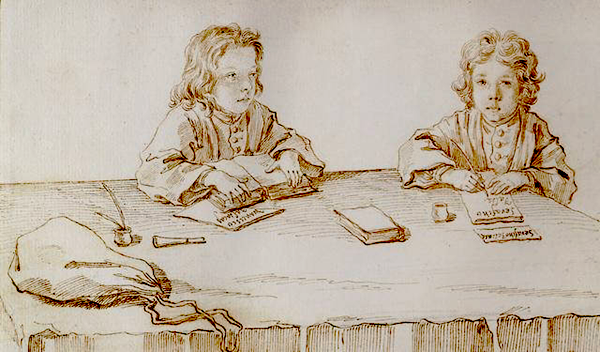
Esboço de "Serafino e Francesco Falsacapa estudando à mesa"